# Hereroa muirii
Hereroa muirii är en isörtsväxtart som beskrevs av L. Bol. Hereroa muirii ingår i släktet Hereroa och familjen isörtsväxter. Inga underarter finns listade i Catalogue of Life.